# Comtat de Boulogne
El comtat de Boulogne fou una jurisdicció feudal del Regne de França, establerta a l'entorn de la ciutat de Boulogne-sur-Mer (generalment anomenada simplement Boulogne) que va formar un pagus romà i que és coneguda a França com a Boulonnais (Bulonès en català). Probablement els primers comtes foren nomenats per fer front als atacs normands. El comtat fou ocupat pel comte Balduí II de Flandes el 896, i va passar per herència el 1151 a la casa de Blois, el 1180 a la de Lorena, i el 1216 a la de Dammartin; a la mort vers el 1260 de la comtessa Matilde II, només va deixar un fill que va renunciar als seus feus francesos i es va instal·lar a Anglaterra, i l'herència fou reclamada per diversos pretendents: Adelaida de Brabant que era filla de Mafalda de Boulogne, (segona filla de Maria de Blois i Mateu de Lorena); Enric de Brabant, net de Mafalda de Boulogne i d'Enric I de Brabant i fill d'Enric II de Brabant; Joana de Dammartin, neboda de Renaud de Dammartin; i Lluís IX de França, rei de França, nebot de Felip I de Clermont. Els Estats de França van decidir la legitimitat a favor d'Adelaida. Amb Adelaida (morta el 1265) el comtat va passar a la branca sorgida del seu segon marit Guillem X d'Alvèrnia, i va restar en mans dels comtes d'Alvèrnia fins al 1437 quan va passar a la casa de La Tour d'Auvergne. El 1477, Bertran II de Boulogne i VI de la Tour d'Auvergne va intercanviar el comtat pel Lauragais que li va cedir el rei Lluís XI de França, i Boulogne va passar a la corona francesa.

## Llista de comtes
- vers 853-859: Engischalk
- vers 886-896: Erchenger

### Casa de Flandes
- 896 - 918: Balduí I de Boulogne i II de Flandes
- 918 - 935: Adalolf (segon fill de Balduí)
- 935 - 964: Arnold I (fill gran de Balduí, també comte de Flandes. Va usurpar el comtat als fills d'Adalolf.)
- 964 - 971: Arnold II (fill d'Adalolf)
- 971 - 990: Arnold III (fill)
- 990 - 1033: Balduí II (fill)

### Casa de Bolonya
- 1033 - 1047: Eustaqui I de Boulogne (fill)
- 1049 - 1088: Eustaqui II de Boulogne (fill)
- 1088 - 1125: Eustaqui III de Boulogne (fill)
- 1125 - 1151: Matilde I de Boulogne (filla) 
  - 1125 - 1151: Esteve de Blois (marit. Comte de Mortain, duc de Normandia i rei d'Anglaterra el 1135)

### Casa de Blois
- 1151 - 1153: Eustaqui IV de Boulogne (fill)
- 1153 - 1159: Guillem I de Blois (germà)
- 1159 - 1170: Maria de Boulogne (germana) 
  - 1159 - 1170: Mateu de Lorena (marit)

### Casa de Lorena
- 1170 - 1173: Mateu de Lorena (continuà governant el comtat després de divorciar-se de Maria el 1170)
- 1173 - 1216: Ida de Lorena (filla) 
  - 1181: Gerard de Gueldre (primer marit)
  - 1183 - 1186: Bertold IV de Zähringen (segon marit d'Ida)
  - 1190 - 1216: Renald I de Dammartin (tercer marit d'Ida)

### Casa de Danmartin
- 1216 - 1260: Mafalda de Dammartin (filla d'Ida i Renaud. També comtessa d'Aumale i Dammartin)
  - 1218 - 1234: Felip I de Clermont (marit)
  - 1235 - 1253: Alfons III de Portugal (rei de Portugal) (segon marit de Matilde. Es divorcià d'ella perquè no donava fills)

### Casa d'Alvèrnia
- 1260 - 1265: Adelaida de Brabant (cosina de Matilde)
- 1265 - 1277: Robert I de Boulogne i V d'Alvèrnia (fill d'Adelaida i del segon marit, el comte Guillem X d'Alvèrnia)
- 1277 - 1280: Guillem I de Boulogne i XI d'Alvèrnia (fill)
- 1280 - 1314: Robert II de Boulogne i VI d'Alvèrnia (germà)
- 1314 - 1325: Robert III de Boulogne i VII d'Alvèrnia (fill)
- 1325 - 1332: Guillem II de Boulogne i XII d'Alvèrnia (fill)
- 1332 - 1360: Joana I de Boulogne i d'Alvèrnia
  - 1338 - 1346: Felip de Borgonya, el Senyor (marit)
  - 1350 - 1360: Joan I de Borgonya i II de França, el Bo

### Casa de Borgonya
- 1360 - 1361: Felip III de Borgonya el de Rouvres

### Casa d'Alvèrnia
- 1361 - 1386: Joan I d'Alvèrnia (Fill de Robert III de Boulogne i VII d'Alvèrnia)
- 1386 - 1404: Joan II d'Alvèrnia (fill)
- 1404 - 1424: Joana II d'Alvèrnia (filla) 
  - 1404 - 1416: Joan de França, duc de Berry (marit)
- 1419 - 1424: Jordi de la Trémoille (comte de Guînes)
- 1424 - 1437: Maria I d'Alvèrnia (cosina de Joana II, neta de Robert III de Boulogne i VII d'Alvèrnia, i filla de Godofred d'Alvèrnia)

### Casa de La Tour d'Auvergne
- 1437 - 1461: Bertran I de Boulogne i V de La Tour d'Auvergne (fill de Maria I i del seu marit Bertran IV de la Tour d'Auvergne)
- 1461 - 1497: Bertran II de Boulogne i VI de la Tour d'Auvergne (fill)
- 1497 - 1501: Joan III d'Alvèrnia (fill. A la seva mort el comtat de Boulogna s'incorporà als dominis reials)